# Рид, Констанс
Ко́нстанс Рид (или Рейд, англ. Constance Reid, урождённая Бо́умен, 1918—2010) — американский историк и популяризатор математики. Наиболее известна биографией Давида Гильберта.

## Биография
Констанс Рид родилась в Сент-Луисе, штат Миссури в семье Ральфа Бауэрса и Хелен Боуменов. Семья оказалась математической — сестра Джулия Робинсон стала впоследствии математиком, сама Констанс также рано показала интерес к математике.
В 1938 году Констанс получила степень бакалавра искусств от университета штата Калифорния в Сан-Диего и степень «Мастер образования» (Master of Education) от Калифорнийского университета в Беркли (1949 год). Она работала в качестве преподавателя английского языка и журналистики с 1939 по 1950 годы, после чего стала профессиональным писателем. В 1944 году были опубликованы её первые произведения — очерк и повесть.
В 1950 году Констанс вышла замуж за студента юридического факультета Нила Д. Рида (Neil D. Reid), у них родились двое детей, Джулия и Стюарт.
Первой математической публикацией стала статья о совершенных числах для журнала Scientific American (1953 год). Отклики читателей были различными; позднее Рид в интервью вспоминала: некоторые читатели считали, что статьи в Scientific American должны быть написаны авторитетами в своей области, а не домохозяйками. Тем не менее статья заинтересовала издательство Thomas Y. Crowell Co. publishing house, и Констанс получила предложение написать популярную книгу о числах. Книга «От нуля до бесконечности» имела успех и выдержала пять переизданий, за ней последовали «Введение в высшую математику: для массового читателя» (1959) и «Долгий путь от Евклида» (1963).
После написания этих книг она почувствовала, что у неё кончились идеи, и её сестра Джулия Робинсон предложила ей обновить серию математических биографий «Творцы математики», написанных в первой половине XX века Эриком Темплом Беллом. После поездки в Гёттинген для повышения математической культуры Рид решила поступить иначе и вместо серии написать подробную биографию Давида Гильберта, которого она считала величайшим математиком первой половины XX века.
Биография Гильберта была опубликована в 1970 году и имела грандиозный успех. Книга была переведена на множество языков, в том числе (1977) на русский. Рихард Курант так отозвался об этой книге:

Принимая во внимание огромную научную широту работ Гильберта, я считал практически невозможным, чтобы одному биографу удалось воздать должное всем сторонам жизни Гильберта как учёного и неотразимому воздействию его яркой личности. Поэтому, когда я узнал о планах миссис Рид относительно настоящей книги, я вначале был настроен скептически, сомневаясь в возможности кого-либо, не очень хорошо знакомого с математикой, написать приемлемую книгу. Тем не менее при чтении рукописи мой скептицизм исчез и меня стало охватывать всё большее и большее восхищение успехом автора.

Следующая книга Рид была посвящена биография другого гёттингенца — Рихарда Куранта (1976 год), затем вышла книга о математическом статистике Ежи Неймане, который, как и Курант, эмигрировал в США.
Попытка написать биографию Эрика Темпла Белла оказалась неожиданно трудной, так как он был очень скрытным в отношении своей ранней жизни. Всё же книга о Белле была опубликована в 1993 году, хотя она больше похожа на детективную историю, чем на биографию.
Тем временем сестра Джулия постепенно становилась всё более известным учёным — была избрана в Национальную Академию наук США (1976), затем стала президентом Американского математического общества (1983). Несколько человек предложили Констанс написать биографию сестры, но Джулии всегда отказывалась сотрудничать, полагая, что научные биографии должны быть о науке, а не о личностях. В 1985 году, когда Джулия была при смерти, она согласилась дать Констанс возможность написать о ней биографический очерк, который был, опубликован посмертно как «Автобиография Джулии Робинсон» (Констанс написала биографию от первого лица).

## Награды
- 1987: приз Дьёрдя Пойи от Математической ассоциации Америки[7] за «Автобиографию Джулии Робинсон».
- 1996: приз «Beckenbach Book Prize» от Математической ассоциации Америки[8] за книгу The Search for E. T. Bell : Also Known as John Taine.
- 1998: приз от Joint Policy Board for Mathematics (Communications Award)[9] за популяризацию математики.

## Публикации
- Perfect Numbers (англ.) // Scientific American. — Springer Nature, 1953. — March. — ISSN 0036-8733.
- Reid, Constance; Robinson, Julia. The Autobiography of Julia Robinson (англ.) // College Mathematics Journal[англ.] : magazine. — Mathematical Association of America, 1986. — Vol. 17, no. 1. — P. 2—21. — doi:10.2307/2686866.
- From zero to infinity. What makes numbers interesting. Fifth edition. Fiftieth anniversary edition. A K Peters, Ltd., Wellesley, MA, 2006. xviii+188 pp. ISBN 1-56881-273-6
- Introduction to Higher Mathematics: For the General Reader (англ.). — New York: Thomas Y. Crowell, 1959.
- A long way from Euclid. Reprint of the 1963 original. Dover Publications, Inc., Mineola, NY, 2004. ISBN 0-486-43613-6
- Courant]in Göttingen and New York. The story of an improbable mathematician. Springer-Verlag, New York-Heidelberg, 1976. ISBN 0-387-90194-9 Reprint of the 1976 original: Copernicus, New York, 1996. ISBN 0-387-94670-5[10]
- Neyman. Reprint of the 1982 original. Springer-Verlag, New York, 1998. ISBN 0-387-98357-0
- Hilbert. Reprint of the 1970 original. Copernicus, New York, 1996. ISBN 0-387-94674-8
- Julia. A life in mathematics. MAA Spectrum. Mathematical Association of America, Washington, DC, 1996. ISBN 0-88385-520-8
- The Search for E. T. Bell : Also Known as John Taine. Mathematical Association of America, Washington, DC, 1993. ISBN 0-88385-508-9
- Slacks and Calluses: Our Summer in a Bomber Factory (autobiography) Smithsonian Institution Press, Washington, DC, 1999. Reprint of Longmans, Green, New York, 1944 edition. ISBN 1-56098-368-X

### Русские переводы
- Констанс Рид. Гильберт. — М.: Наука, 1977. — 368 с. Приложение: статья Германа Вейля с подробным анализом творчества Гильберта.